# Bern-konventionen (naturbeskyttelse)
 For alternative betydninger, se Bern-konventionen. (Se også artikler, som begynder med Bern-konventionen)
Konventionen om bevarelse af europæiske, vilde dyr og planter og naturlige habitater af 1979, bedre kendt som Bernkonventionen, trådte i kraft den 1. juni 1982.
Den er nu undertegnet af de 39 medlemsstater i Europarådet, sammen med den EU, Monaco, Burkina Faso, Marokko, Tunesien og Senegal.
Algeriet, Hviderusland, Bosnien-Hercegovina, Kap Verde, Vatikanstaten, San Marino og Rusland er blandt de ikke-undertegnende lande, som har observatørstatus ved komiteens møder.

## Mål og hensigter
Konventionen søger at opnå:
- bevaring af den vilde flora and fauna og deres naturlige habitater;
- fremme af samarbejde mellem staterne;
- overvågelse og kontrol med truede og sårbare arter;
- medvirken til at skaffe bistand angående juridiske og videnskabelige emner.

Konventionen førte i 1998 til skabelsen af smaragdnetværket for Areas of Special Conservation Interest (ASCIs), som gælder for alle konventionsstaternes samlede territorium, og som arbejder sammen med den EU's Natura 2000-program.

## Bilag
Der er fire bilag, som opregner særligt beskyttelsesværdige arter. Den stående kommitté rådgives af et antal ekspertgrupper, og den opdaterer bilagene med jævne mellemrum:
- strengt beskyttede plantearter – Bilag I
- strengt beskyttede dyrearter – Bilag II
- beskyttede dyrearter – Bilag III
- forbudte midler og metoder til indfangning, aflivning og andre former for udnyttelse – Bilag IV